# Sommargyllen
Sommargyllen (Barbarea vulgaris) är en två- eller flerårig ört i släktet gyllnar och familjen korsblommiga växter.

## Beskrivning
Sommargyllen blommar i juni med gula blommor. Den kan bli upp till 80 centimeter hög.

## Användning
Odling av sommargyllen som grönsak nämns av Carl von Linné (1755) och Anders Jahan Retzius (1806). Enligt Retzius odlades den i de flesta trädgårdar för att ha tidig tillgång till bladgrönt, eftersom den står grön under snön.
Det förekommer endast en obekräftad uppgift om förgiftning med sommargyllen i litteraturen, men den innehåller, i likhet med andra växter i familjen Brassicacae flera ämnen med toxisk potential.https://www.sva.se/amnesomraden/giftiga-vaxter-a-o/sommargyllen/

## Varieteter
Det finns några varieteter av sommargyllen:
- Bangyllen (B. vulgaris var. vulgaris)
- Vanlig sommargyllen (B. vulgaris var. arcuata)